# Show Me a Hero
Show Me a Hero ist eine sechsteilige US-amerikanische Miniserie, die vom 16. August bis zum 30. August 2015 im amerikanischen Pay-TV-Sender HBO ausgestrahlt wurde. Die deutsche Erstausstrahlung war vom 18. Januar bis 22. Februar 2016 auf Sky Atlantic zu sehen.
Als Vorlage für die Serie diente das im Jahr 2000 erschienene gleichnamige Sachbuch Show Me a Hero von Lisa Belkin, das auf wahren Begebenheiten basiert. Das Drehbuch schrieben David Simon und William F. Zorzi, die Regie übernahm Paul Haggis.

## Handlung
Im Mittelpunkt der von 1987 bis 1993 spielenden Handlung steht das gesellschaftliche und politische Geschehen der zum Westchester County gehörenden Stadt Yonkers im Norden von New York City.
Als im Jahr 1987 der US-Bundesrichter Leonard B. Sand die Desegregation der Stadt Yonkers verfügt, kommt es zu einem Aufschrei der überwiegend weißen Bevölkerung, welche sich rasch auch auf das politische Klima der Ämter im Rathaus auswirkt. Der Richterspruch sieht vor, mehrere Neubauten von Sozialhäusern in der Stadt zu errichten, wodurch sich die bisher von den schwarzen und lateinamerikanischen Einwohnern getrennt lebende weiße Mittelschicht um ihre Sicherheit, Immobilien- und Grundstückspreise sorgt. Im Bürgermeisterwahlkampf nimmt sich der junge Stadtrat Nicholas „Nick“ Wasicsko, ein ehemaliger Polizist, des Themas an und wird daraufhin überraschend zum Nachfolger des alteingesessenen Bürgermeisters Angelo Martinelli gewählt.
Der neue Bürgermeister muss jedoch schnell einlenken, als sich herausstellt, dass ein Einspruch gegen die Verfügung vor dem Supreme Court kaum Erfolg haben würde, und das Gericht die Stadt mit erheblichen Strafzahlungen belegen würde, sollte die Verfügung nicht umgesetzt werden. Erschwert wird die Situation durch eine Mehrheit im Stadtrat, welche bei der Abstimmung gegen die Verfügung stimmt. Insbesondere Stadtrat Henry „Hank“ Spallone nutzt die Stimmung in der weißen Bevölkerung für seine populistischen Zwecke, wodurch fortan jede Stadtratssitzung von aufgebrachten und wütenden Demonstrationen begleitet wird.

## Hintergrund und Produktion
Laut Drehbuchautor William F. Zorzi begann die Arbeit an Show Me a Hero bereits im Jahr 2002, kurz nachdem er seinen Job als Redakteur bei der Baltimore Sun gekündigt hatte. Zuvor erhielt er von David Simon, seinem ehemaligen Arbeitskollegen bei der Zeitung, Lisa Belkins gleichnamiges Buch. Die Serie wurde zu einem Langzeitprojekt, an welchem beide über ein Jahrzehnt arbeiteten, da sowohl Simon als auch Zorzi während dieser Zeit mit in anderen Projekten wie The Wire (2002–2008) oder Treme (2009–2013) tätig waren. Die Verfilmungsrechte an dem Buch hielt zu diesem Zeitpunkt bereits HBO.
Für David Simon ist die Erzählung von Nick Wasicskos Geschichte das, was einen Autor antreibt. Zugleich sah er die Serie aber scheitern, sollte die Charakterzeichnung der Figur nicht passen. Simon engagierte aus diesem Grund Oscar Isaac, der für seine schauspielerischen Leistungen in Inside Llewyn Davis (2013) und A Most Violent Year (2014) bereits Auszeichnungen erhielt.
Regisseur Paul Haggis sagte bereits zu, ohne zuvor das Drehbuch gelesen zu haben, und übernahm für alle sechs Folgen die Regie. Für Haggis war es das erste Mal, dass er nur Regie führte, da er in der Regel ebenfalls die Drehbücher schreibt. Als Grund nannte er, dass es für ihn wichtig war, mit David Simon zusammenzuarbeiten.
Die Dreharbeiten zu der Serie begannen am 1. Oktober 2014 und endeten am 25. Januar 2015. Show Me a Hero wurde an Originalschauplätzen in Yonkers gedreht.
Der Titel der Serie entstammt dem Zitat “Show me a hero and I’ll write you a tragedy” („Zeige mir einen Helden und ich schreibe dir eine Tragödie“) des US-amerikanischen Schriftstellers Francis Scott Fitzgerald.

## Ausstrahlung
Der Pay-TV-Sender HBO zeigte die US-amerikanische Erstausstrahlung an drei Sonntagen jeweils mit einer Doppelfolge vom 16. bis 30. August 2015. Die deutschsprachige Erstausstrahlung war vom 18. Januar bis 22. Februar 2016 auf Sky Atlantic zu sehen.

## Besetzung und Synchronisation
Die deutsche Synchronisation entstand bei der Hermes Synchron GmbH in Potsdam unter der Dialogregie von Dorette Hugo und Ursula Hugo, das Dialogbuch stammt von Inez Günther.
| Rollenname                | Schauspieler        | Synchronsprecher           | Rollenbeschreibung                                              |
| ------------------------- | ------------------- | -------------------------- | --------------------------------------------------------------- |
| Nicholas „Nick“ Wasicsko  | Oscar Isaac         | Tim Knauer                 | Stadtrat und Nachfolger von Angelo Martinelli als Bürgermeister |
| Nay Noe Wasicsko          | Carla Quevedo       | Marie Christin Morgenstern | Wasicskos Ehefrau und Mitarbeiterin im Rathaus                  |
| Oscar Newman              | Peter Riegert       | Lutz Riedel                | Architekt und Stadtplaner                                       |
| Angelo R. Martinelli      | James Belushi       | Joachim Tennstedt          | ehemaliger Bürgermeister von Yonkers                            |
| Henry „Hank“ Spallone     | Alfred Molina       | Bernd Rumpf                | Stadtratsmitglied und Wasicskos Nachfolger im Bürgermeisteramt  |
| Michael H. Sussman        | Jon Bernthal        | Ingo Hülsmann              | Anwalt der Bürgerrechtsbewegung NAACP                           |
| Leonard B. Sand           | Bob Balaban         | Wolfgang Ziffer            | US-Bundesrichter                                                |
| James Surdoval            | Michael Stahl-David | Roman Wolko                | Politischer Berater von Nick Wasicsko                           |
| Mary Dorman               | Catherine Keener    | Arianne Borbach            | Hauseigentümerin und Teil der Initiative „Save Yonkers“         |
| Norma O’Neal              | LaTanya Richardson  | Cornelia Meinhardt         | Mieterin in den Sozialbauten                                    |
| Carmen „Alma“ Febles      | Ilfenesh Hadera     | Marie Bierstedt            | Alleinerziehende Mutter aus der Dominikanischen Republik        |
| Vincenza „Vinni“ Restiano | Winona Ryder        | Dorette Hugo               | Präsidentin des Stadtrats                                       |
| Robert Mayhawk            | Clarke Peters       |                            | Berater der Housing Education Relocation Enterprise (H.E.R.E.)  |

## Rezeption
Die Kritiken zu Show Me a Hero fielen äußerst positiv aus. Bei Metacritic sind 85 % von 33 Kritiken positiv, bei Rotten Tomatoes sind es 96 % von 68 Bewertungen.
Auch das Fazit der deutschen Presse ist positiv. Für Lars Weisbrod von Zeit Online ist Show Me a Hero „das Serien-Pflichtprogramm des Sommers“, weil David Simon „noch mal zeigt, warum wir ihn als Erzähler brauchen“ und die „Geschichte zum Zeitgeschehen hier bei uns passt“. Auch Andreas Busche von Spiegel Online lobt das Drehbuch, welches für ihn „thematisch und formal eine Rückkehr zu der konzentrierten, fast journalistischen Qualität von The Wire“ ist. Ursula Scheer von Faz.net urteilt, dass Show Me a Hero nicht „allein als Parabel auf die Fremdenfeindlichkeit zu lesen“ sei, vielmehr zeige die Serie die „Wirkungslosigkeit politischer Prozesse, nicht als Intrigenschau […] wie in House of Cards, sondern im muffigen Klein-Klein einer Mittelstadt […]“.

## Episodenliste
| Nr. (ges.) | Nr. (St.) | Deutscher Titel     | Originaltitel | Erstausstrahlung USA | Deutschsprachige Erstausstrahlung (D) | Regie       | Drehbuch                                              | Zuschauer (USA) |
| ---------- | --------- | ------------------- | ------------- | -------------------- | ------------------------------------- | ----------- | ----------------------------------------------------- | --------------- |
| 1          | 1         | Überraschungssieger | Part 1        | 16. Aug. 2015        | 18. Jan. 2016                         | Paul Haggis | David Simon & William F. Zorzi                        | 0,44 Mio.       |
| 2          | 2         | Sachzwänge          | Part 2        | 16. Aug. 2015        | 25. Jan. 2016                         | Paul Haggis | David Simon & William F. Zorzi                        | 0,44 Mio.       |
| 3          | 3         | Imageschaden        | Part 3        | 23. Aug. 2015        | 1. Feb. 2016                          | Paul Haggis | David Simon & William F. Zorzi Idee: William F. Zorzi | 0,40 Mio.       |
| 4          | 4         | Neuer Mut           | Part 4        | 23. Aug. 2015        | 8. Feb. 2016                          | Paul Haggis | David Simon & William F. Zorzi Idee: William F. Zorzi | 0,40 Mio.       |
| 5          | 5         | Resignation         | Part 5        | 30. Aug. 2015        | 15. Feb. 2016                         | Paul Haggis | David Simon & William F. Zorzi                        | 0,43 Mio.       |
| 6          | 6         | Das Aus             | Part 6        | 30. Aug. 2015        | 22. Feb. 2016                         | Paul Haggis | David Simon & William F. Zorzi                        | 0,43 Mio.       |

## Auszeichnungen
| Jahr(e) | Preis                                | Kategorie                                                         | Person(en)                                                 | Resultat  |
| ------- | ------------------------------------ | ----------------------------------------------------------------- | ---------------------------------------------------------- | --------- |
| 2016    | Golden Globe Awards                  | Bester Hauptdarsteller – Miniserie oder Fernsehfilm               | Oscar Isaac                                                | Gewonnen  |
| 2016    | Writers Guild of America Awards      | Long Form – Adapted                                               | David Simon und William F. Zorzi                           | Nominiert |
| 2016    | Critics’ Choice Television Awards    | Bester Fernsehfilm oder beste Miniserie                           | Bester Fernsehfilm oder beste Miniserie                    | Nominiert |
| 2016    | Critics’ Choice Television Awards    | Bester Hauptdarsteller in einem Fernsehfilm oder einer Miniserie  | Oscar Isaac                                                | Nominiert |
| 2016    | Critics’ Choice Television Awards    | Beste Nebendarstellerin in einem Fernsehfilm oder einer Miniserie | Winona Ryder                                               | Nominiert |
| 2016    | Directors Guild of America Awards    | Outstanding Directing – Television Film                           | Paul Haggis                                                | Nominiert |
| 2016    | Satellite Awards                     | Beste Miniserie                                                   | Beste Miniserie                                            | Nominiert |
| 2016    | Satellite Awards                     | Bester Darsteller in einer Miniserie oder einem Fernsehfilm       | Oscar Isaac                                                | Nominiert |
| 2016    | Satellite Awards                     | Beste Nebendarstellerin in einer Miniserie oder einem Fernsehfilm | Catherine Keener                                           | Nominiert |
| 2016    | USC Scripter Award                   | USC Scripter Award for Best Television Adapted Screenplay         | David Simon, William F. Zorzi, Lisa Belkin                 | Gewonnen  |
| 2016    | Television Critics Association Award | Outstanding Achievement in Movies, Miniseries and Specials        | Outstanding Achievement in Movies, Miniseries and Specials | Nominiert |